# Forêts des hauts plateaux camerounais (Global 200)

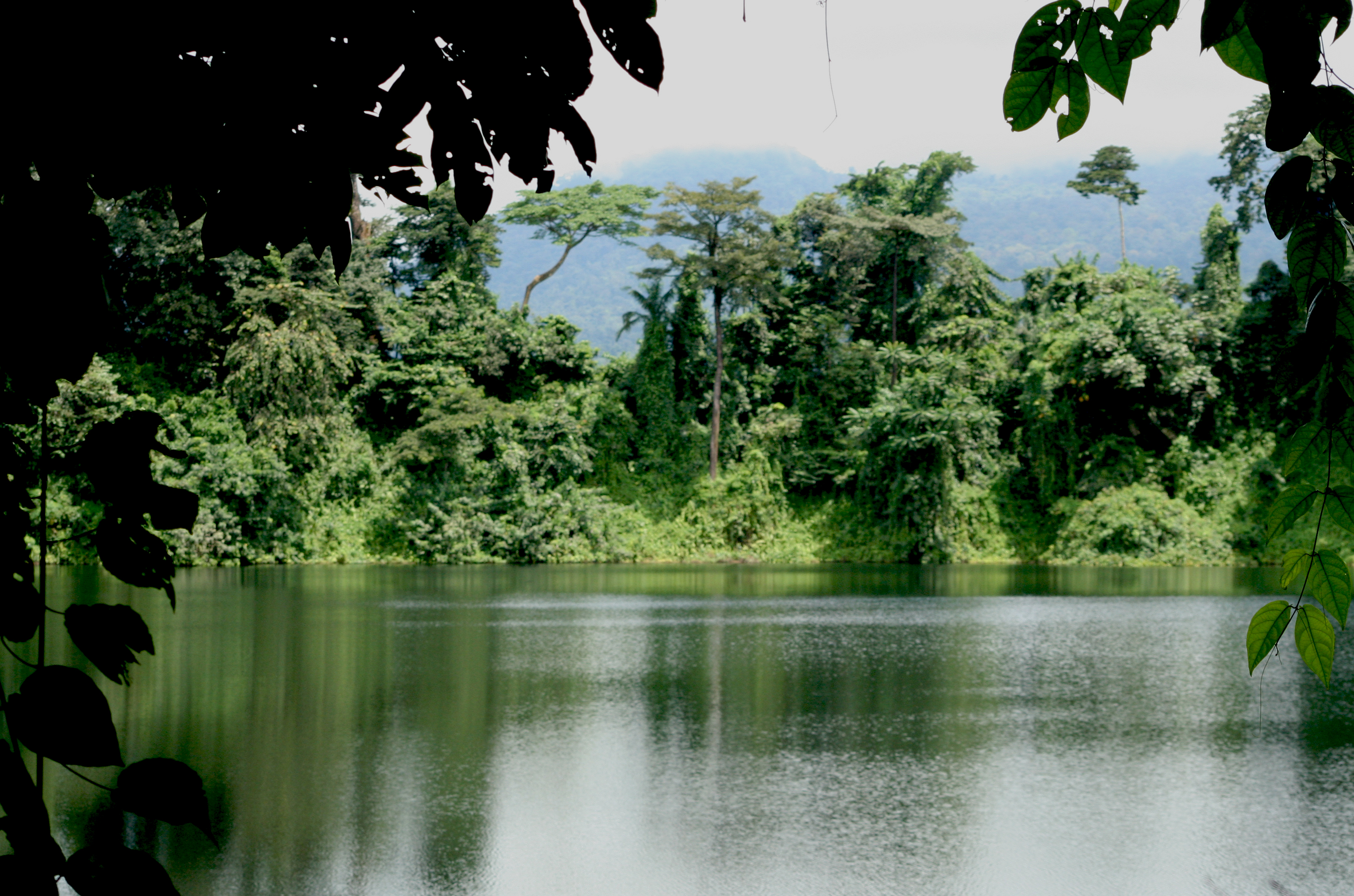

Les forêts des hauts plateaux camerounais regroupent deux écorégions terrestres situées entre le Cameroun, le Nigeria et la Guinée équatoriale : les forêts des hauts plateaux camerounais elles-mêmes et les forêts d'altitude du mont Cameroun et de Bioko.
Ces deux zones montagneuses forment une région écologique identifiée par le Fonds mondial pour la nature (WWF) comme faisant partie de la liste « Global 200 », c'est-à-dire considérée comme exceptionnelle au niveau biologique et prioritaire en matière de conservation.